# Imre Békessy
Imre Békessy (* 13. Oktober 1887 in Budapest; † 14. März 1951 in Budapest; eingedeutscht auch Emmerich Bekessy) war ein österreichisch-ungarischer Journalist und Verleger, der mit skrupellosen Methoden ein frühes Boulevardblatt in Österreich herausgab.

## Leben
Békessy stammte aus einer jüdischen Familie, konvertierte aber zum evangelischen Christentum. Sein Sohn Hans Habe (geboren 1911) wurde ebenfalls Journalist und war auch Schriftsteller.
1919 zog Bèkessy nach Wien – wohl um einer militärgerichtlichen Verurteilung wegen Erpressung zu entgehen (nach anderer Version, weil er sich als Journalist dem Regime der Ungarischen Räterepublik Béla Kuns angedient hatte) – und wurde 1923 in Österreich eingebürgert. Diese Entscheidung hatte der Wiener Landeshauptmann Karl Seitz getroffen, obwohl Polizeipräsident Johann Schober auf die gegen Békessy in Ungarn erhobenen Beschuldigungen (Erpressung, Verleumdung, Betrug) aufmerksam gemacht hatte.
In Wien gab er ab 1923 die Tageszeitung Die Stunde heraus, eine der ersten Boulevardzeitungen des Landes. Sie war breitenwirksam mit vielen Bildern gestaltet und brachte zahlreiche Skandal- und Enthüllungsreportagen, vertrat aber auch eine demokratische politische Linie. Eine ähnliche Linie vertrat auch Békessys 1924 gegründete Zeitschrift Die Bühne. Chefredakteur der Stunde war bis 1926 der als seriöser Journalist bekannte Karl Tschuppik. Zu den Mitarbeitern des Blattes gehörten u. a. Anton Kuh, Franz Blei, Alexander Nadas und – als 18-Jähriger – der spätere Filmregisseur Billy Wilder.
Békessy war eine äußerst umstrittene Persönlichkeit: Sein prominentester Gegner war der Schriftsteller Karl Kraus, der ihn wiederholt in seiner Zeitschrift Die Fackel angriff und ihm Skrupellosigkeit und erpresserische Methoden vorwarf. Sein Satz „Hinaus aus Wien mit dem Schuft!“, oft am Ende von Vorlesungen ausgerufen, wurde rasch zum geflügelten Wort. Andererseits wurde Békessy zeitweise nicht nur von sozialdemokratischen Politikern hofiert, da er sich – mit dieser dubiosen Form ostentativer Scheinmodernität – nicht scheute, Tabus anzugreifen, und man sich von seinem Wohlwollen publizistische Vorteile versprach. Békessy sprach von der journalistischen Freiheit im kapitalistischen Zeitungsbetrieb und davon, man könne gewisse Wegstrecken gemeinsam mit dem Sozialismus zurücklegen.
Békessys publizistischer Einfluss sorgte also zunächst dafür, dass die Zahl seiner Gegner relativ gering blieb. Was später den Beinamen Revolverjournalismus erhielt (der Revolver stand für die Drohung der Veröffentlichung), kam zuerst als frische Neuerung daher. Im Zuge eines Gerichtsverfahrens, bei dem er als Kläger gegen „Verleumdungen“ auftrat, sagte er aus: Die Zeitung ist keine moralische Institution.
Ernst Spitz war bei der Stunde tätig, äußerte aber im Kollegenkreis, das Blatt sei korrupt; es erpresse sogar einfache Kaffeehausbesitzer. Diese Äußerung kam Spitz zufolge durch Billy Wilder der Geschäftsführung zu Ohren; Spitz wurde entlassen. 1926 griff Spitz in seinem Buch Békessys Revolver die erpresserischen Methoden des Stunde-Verlags an. Friedrich Austerlitz unterstützte die Békessy-Kritik in der Wiener Arbeiter-Zeitung.
Nun schaltete sich die Staatsanwaltschaft ein. Der Leiter der Anzeigenakquise der Stunde, Ernst Ely, wurde wegen Erpressung verhaftet, es kam jedoch zu keinem Verfahren. Da die Eigentümer und Financiers des Kronos-Verlages, zu dem auch die Stunde gehörte, Siegmund Bosel und Camillo Castiglioni, bei Währungsspekulationen große Teile ihres Vermögens verloren hatten, brach die Finanzierung von Békessys Blättern zusammen. Zudem drohte Békessy ein Verfahren im Zuge der Ermittlungen gegen Ernst Ely. Er kehrte daher von einem Kuraufenthalt in Frankreich nicht mehr nach Wien zurück, verkaufte seine Anteile am Kronos-Verlag 1926 an ein Konsortium unter Führung der Vernay Verlags AG und ließ sich vorerst in Paris nieder, später in Ungarn, wo er in den dreißiger Jahren wiederum als Journalist und Zeitungsherausgeber tätig war. Ab 1938 lebte er im Schweizer Exil in Genf und emigrierte 1940 schließlich in die USA.
Karl Kraus hat Imre Békessy 1928 in seinem Drama Die Unüberwindlichen in der Figur des Barkassy karikiert. Békessy selbst revanchierte sich zeitgleich mit der Herausgabe eines Periodikums unter dem Titel „Békessys Panoptikum“, in dem er Karl Kraus selbst scharf angreift. Die Stunde wurde nach Békessys Abgang vom Publizisten Josef C. Wirth u. a. herausgegeben, bis sie 1938 nach dem Anschluss Österreichs durch die Nationalsozialisten eingestellt wurde. 1946 veröffentlichte Imre Békessy unter dem Namen Emery Bekessy den Roman Barrabas.
Nach Kriegsende kehrte er nach Ungarn zurück, konnte unter den neuen politischen Verhältnissen jedoch nicht mehr an seine publizistische Vorkriegslaufbahn anknüpfen. Er unternahm mehrere Selbstmordversuche, den letzten 1951 in Budapest zusammen mit seiner Frau Bianca. Die beiden starben vermutlich durch eine überhöhte Dosis Morphium. Békessy war möglicherweise seit den 1920er Jahren schwer morphinsüchtig, da im Laufe der Jahrzehnte mindestens drei Suizidversuche mittels Morphium unternahm, bei denen sich die Dosis offenbar von Versuch zu Versuch erhöhte. Sein Sohn Hans Habe, der später als Schriftsteller und Journalist äußerst erfolgreich tätig war, beschreibt in seiner Autobiografie „Ich stelle mich“ die Suizidgefährdung seines Vaters.